# 洗衣院
洗衣院（又称浣衣院），被认为是金朝前期的皇宫机构，有为皇帝储备秀女的功能。然而并无《靖康稗史》以外的史料可作证其存在，《靖康稗史》也从未表明洗衣院是所谓的皇室妓院。
按照晚清才现世的文献《靖康稗史》记载，在靖康之变之后，北宋宫廷及宗室部分女眷進入洗衣院，亦有多名北宋的王妃和帝姬被分别赐给完颜家族的成员为妾；還有一些年幼的北宋帝姬亦被安置在洗衣院，在其长大成人后有些被納為次妃、姬妾。除此之外无任何史料能佐证金朝确实存在洗衣院这样的机构，只有明代的浣衣局，从名称及性质上少有相似，然而年代上相差甚远。
按照南宋初文献《靖康皇族陷虏记》记载，“应被虏宗室女见在北人家作奴婢者，金国已降赦，官中二人换一人出，令作百姓，自在居住。应扈二帝亲属四百馀人，为迁二帝往五国，留在辽东，落后养济焉。”但并未提及洗衣院，只说有宗室女被掳掠至金人家为奴，截止到此书成书时所有为奴的宗室皆已释放。